# شونیا سوگانوما
شونیا سوگانوما (انگلیسی: Shunya Suganuma؛ زادهٔ ۱۷ مهٔ ۱۹۹۰) بازیکن فوتبال اهل ژاپن است.
از باشگاه‌هایی که در آن بازی کرده‌است می‌توان به باشگاه فوتبال گامبا اوساکا و باشگاه فوتبال جوبیلو ایواتا اشاره کرد.
وی در مسابقات کشوری و بین‌المللی در مجموع برندهٔ ۱ مدال طلا شده‌است.